# Pseudoterranova decipiens
Espèce

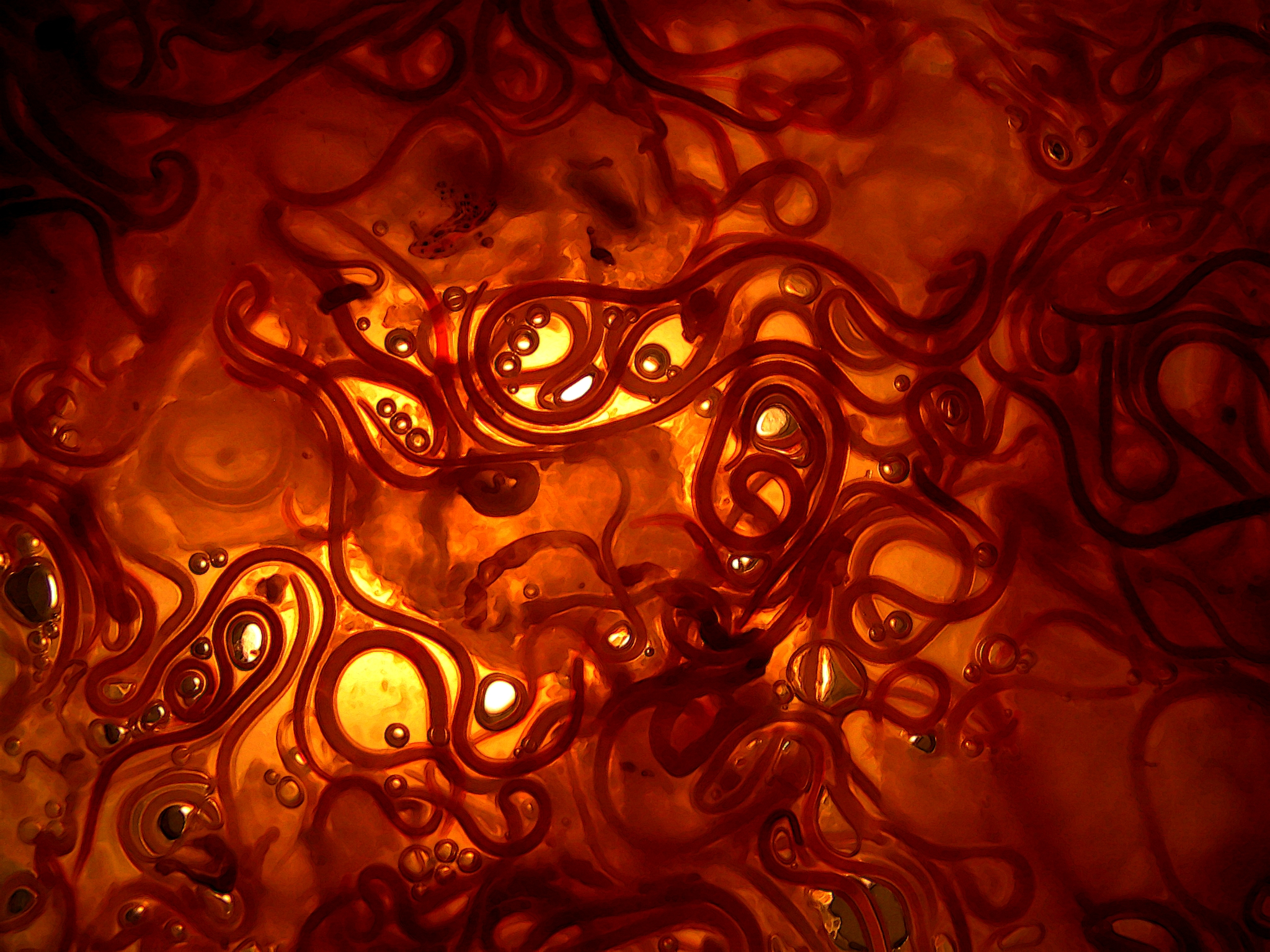
Nématodes parasites de morue (d'une longueur approx. de 25 mm) vus par transparence avec des morceaux de chair, provenant de la transformation de morues dans une poissonnerie.

Communément appelé ver de phoque ou ver de morue, Pseudoterranova decipiens (Krabbe, 1978) est une espèce de vers parasites courant des phoques et de certains poissons ; elle appartient à la famille des anisakidés et à l'embranchement des nématodes.
Son cycle de vie, comprenant différentes formes larvaires, exige un passage chez différents hôtes, faisant ainsi la boucle de la chaîne alimentaire: les œufs sont évacués avec les selles de phoque (ou de mammifère marin) puis deviennent des larves qui seront mangées par de petits crustacés, notamment les mysidés. Ce premier hôte devient alors le théâtre d'un nouveau stade larvaire jusqu'à ce qu'il soit mangé par un poisson ou un calmar. C'est à ce moment, où nous intervenons comme prédateur, que nous pouvons devenir parasité par ce nématode. Normalement, un mammifère marin joue ce rôle et devient l'hôte définitif où le P. decipiens vit son dernier stade larvaire et sa forme adulte.
La migration des Anisakidae à travers leurs hôtes et les produits chimiques qu'ils y libèrent peuvent leur induire plusieurs maladies, dont certaines mortelles; plusieurs cas de pathologies humaines dues au P. decipiens ont été rapportés. Comme ses cousins parasitant aussi le phoque, Anisakis simplex (ver de hareng) et Contracaecum osculatum, P. decipiens peut mesurer ordinairement jusqu'à 3 cm, avec un diamètre d'environ 0,5 mm.